# Кресты (станция)
Кресты́ — железнодорожная станция Большого кольца МЖД в деревне Львово в районе Вороново Троицкого округа Москвы.

## Общие сведения
Станция Кресты открыта в 1943 году. Своё название станция получила от деревни Кресты, расположенной в 1 км к юго-западу от станции. Причиной, почему станция не была названа по близлежащему населенному пункту, стало то, что в Подольском районе к тому времени уже существовала станция Львовская Московско-Курского направления, расположенная в посёлке Львовский. Почтовый индекс — 142160.
Путевая структура станции состоит из пяти основных электрифицированных путей, нескольких тупиков и путей для погрузки-разгрузки вагонов грузовых вагонов. На пристанционной территории расположены здание вокзала (к северу от путей), складские помещения и несколько служебных построек.
Станция имеет две низкие пассажирские платформы: островную и боковую (со стороны вокзала). Боковая платформа полной длины (на 12 вагонов), островная короче примерно в 2 раза. Платформы изогнуты — островная слегка, боковая сильно.
Автодорога А101 (Калужское шоссе), идущая из центра Москвы, подходит к станции с северо-востока, делает в 150 м от железнодорожного полотна изгиб почти на 90 градусов и, пройдя в восточном направлении параллельно станционным путям, сливается с автодорогой, ведущей от Подольска (Варшавское шоссе). После пересечения ж/д путей по путепроводу в 500 метрах от восточной горловины станции следует в юго-западном направлении к границе Москвы с Калужской областью и далее на Обнинск. Ещё через 500 метров к шоссе А101 примыкает автодорога Чехов — Кресты.
Чтобы дойти до дороги от станции, нужно выйти в сторону станционных строений, покинуть ограду станции и идти по идущей через деревню дороге на восток.

## Операции с грузами

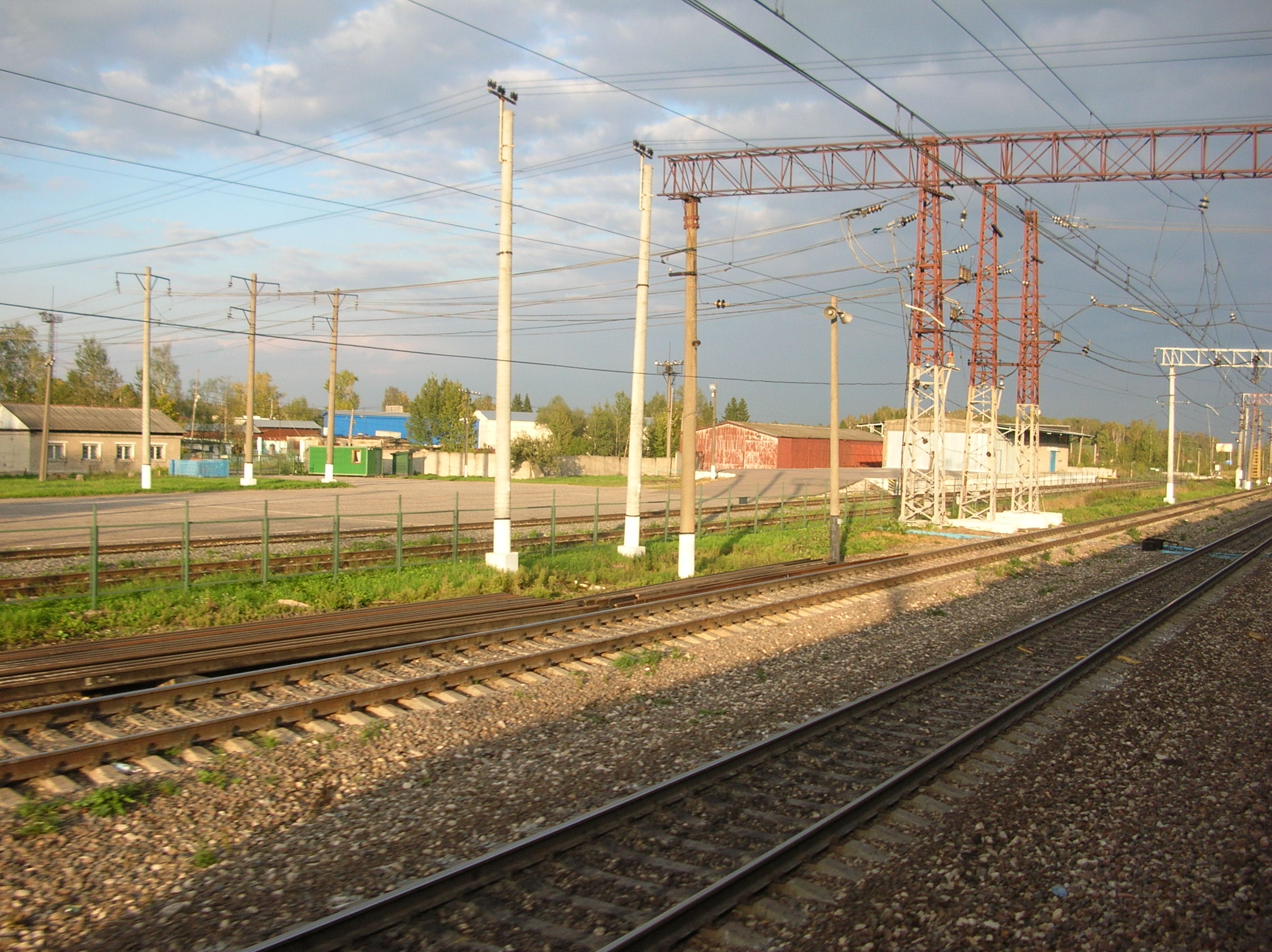
Грузовой терминал.

Близость станции к шоссе А101 и автодорогам на Подольск и Чехов способствовало развитию Крестов в качестве грузовой станции.
Станция осуществляет приём и выдачу грузов как подвагонными, так и мелкими отправками. Со 2 декабря 2010 года станция также выполняет грузовые операции с контейнерами.
Есть специальные пути для перевалки сыпучих грузов (песок, щебень, каменный уголь и т. п.), платформы для погрузки-разгрузки леса и пиломатериалов, автомобилей и оборудования, контейнерных перевозок, закрытые и открытые площадки для временного хранения грузов.
Также от станции отходит несколько подъездных путей к расположенным в деревне Львово и её окрестностях промышленным предприятиям.
В деревне Львово имеется таможенный пункт «Львовский» (код 10125310), обслуживающий станцию Кресты.

## Пассажирские перевозки
Станция Кресты является конечной для 3-х пар «прямых» пригородных электропоездов, следующих с Киевского вокзала Москвы (третья пара назначается только по летним выходным), одной пары электропоезда Калуга-1 — Кресты и одной пары электропоезда Бекасово-1  — Кресты. Через станцию также следуют 2 (3 по выходным дням) пар электропоездов, курсирующих на участке Поварово-2 —  Кубинка-2 — Кубинка-1 — Бекасово-1 — Столбовая — Детково, 3 пары электропоездов линии Бекасово-1 — Яганово.
Среднее время в пути электропоезда от Крестов до Бекасово-1 (пересадка на Киевское направление МЖД) — 38 мин. До Москвы-Киевской — 1 ч 57 мин (с заходом в Бекасово-1 — 2 ч 11 мин). До станции Столбовая (пересадка на Курское направление МЖД) — 36 мин.
Станция Кресты — последняя на линии от Бекасово-1, до которой существует беспересадочное сообщение с вокзалом или станцией метро Москвы, а также с Наро-Фоминском/Обнинском/Калугой. От остановочного пункта Новогромово и дальнейших сообщение только с пересадкой (но при этом существуют «прямые» электропоезда на радиальное Киевское направление от Детково до Апрелевки и обратно).
Ранее конечной станцией одной пары электропоезда от Киевского вокзала также была станция Чернецкое двумя перегонами восточнее, но после превращения её в остановочный пункт маршрут был сокращён до Крестов летом 1992 года. Тем не менее, даже до Крестов доезжают не все «прямые» поезда от Киевского вокзала, часть следует до/от пл. Бекасово-Сорт., а в предыдущие годы до/от Мачихино.
До конца 1990-х годов частота хождения электропоездов по Большому кольцу в расписании была более интенсивной. Сокращение произошло из-за уменьшения пассажиропотока, а также возросших приоритета и потока грузовых поездов для обработки сортировочным узлом.

## Автомобильный транспорт
Существует автобусное сообщение (от автобусной остановки «Львово» на Калужском шоссе):
- городской маршрут № 503 Каменка — Рогово — Вороново — метро «Теплый Стан»[7]
- пригородный маршрут № 1028 станция Подольск — Каменка[8].
- пригородный маршрут № 1036 станция Подольск — Львово
- пригородный маршрут № 1077 станция Подольск — Чернецкое (Чехов-7)[9].

Расписание маршрутов на Яндекс. Расписаниях: 1028,1036,1077. Расписание на сайте Мосгортранс: 1003, 1003.
Также по автодороге А101 проходят маршруты нескольких междугородних автобусов, следующих из «старой» Москвы и обратно, однако остановка возле станции Кресты или в деревне Львово у большинства из них отсутствует.
По Варшавскому шоссе восточнее проходят городские маршруты № 1004 (Коктебельская улица — Каменка) и № 303 ( — ).

## Происшествия на станции Кресты
21 февраля 2010 года при выполнении маневровых работ вследствие нарушения правил техники безопасности снегоочистительной машиной был смертельно травмирован монтёр пути.

## Галерея

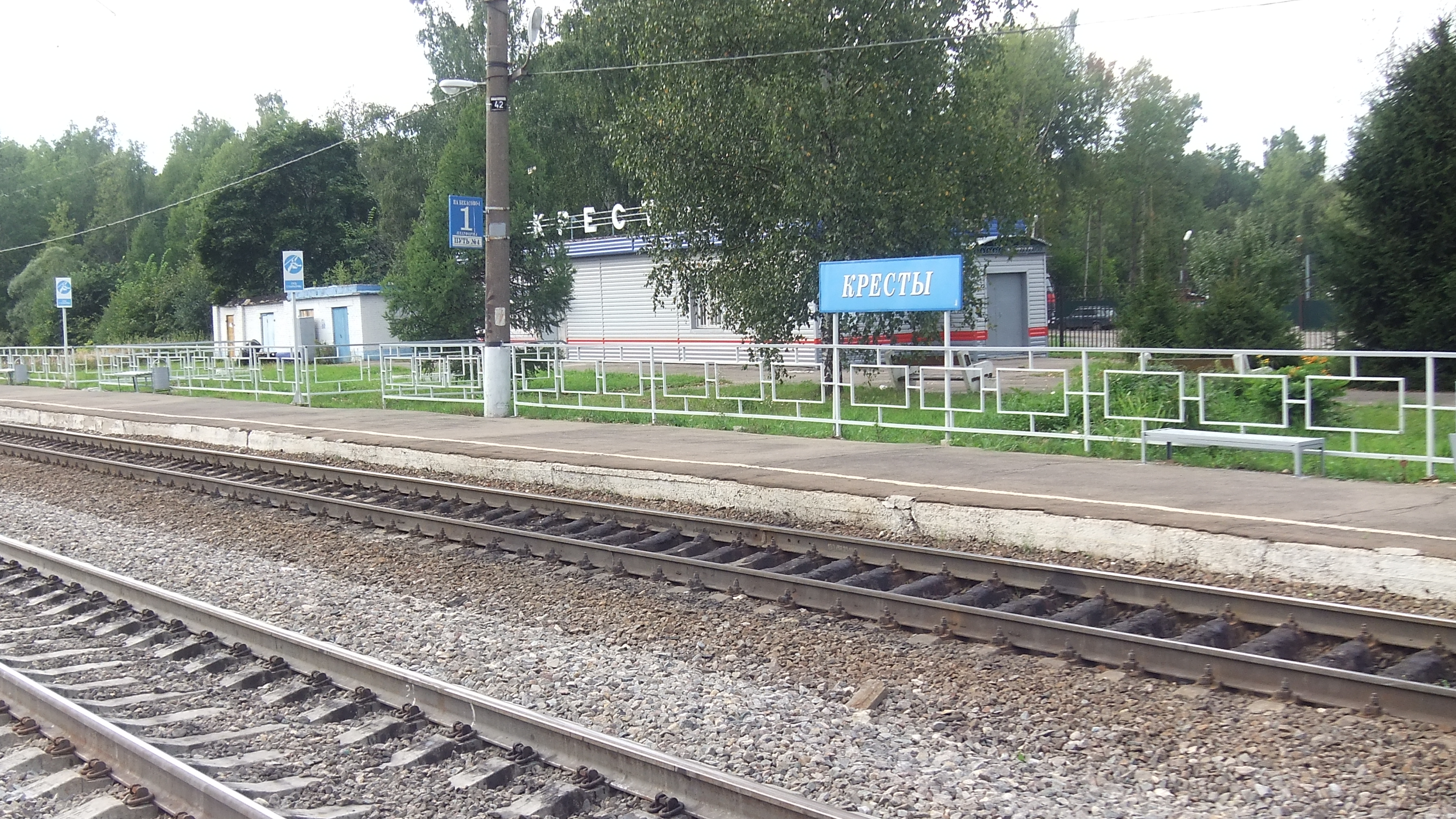
Станционное здание и вывеска
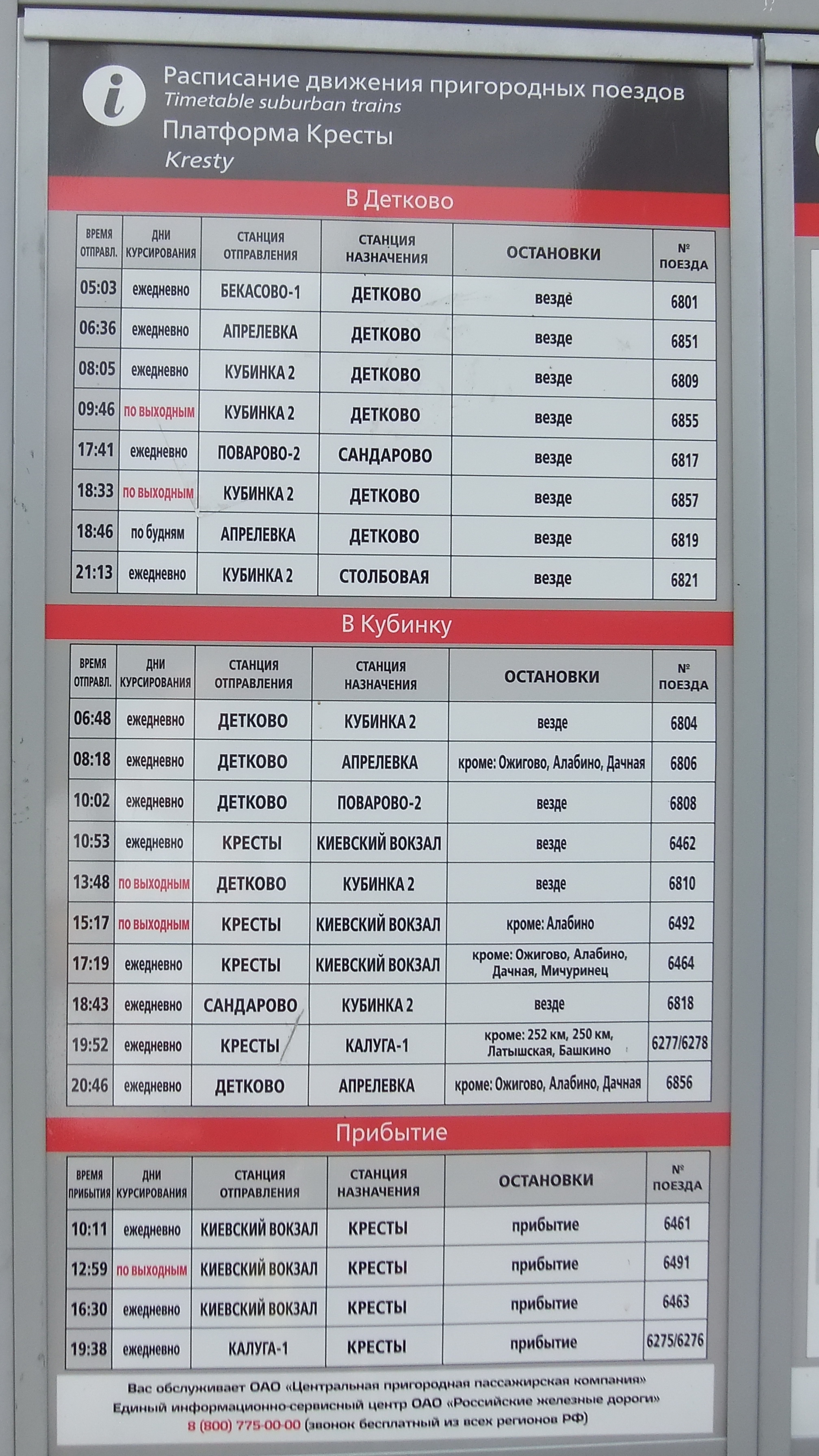
Расписание лета 2013 года
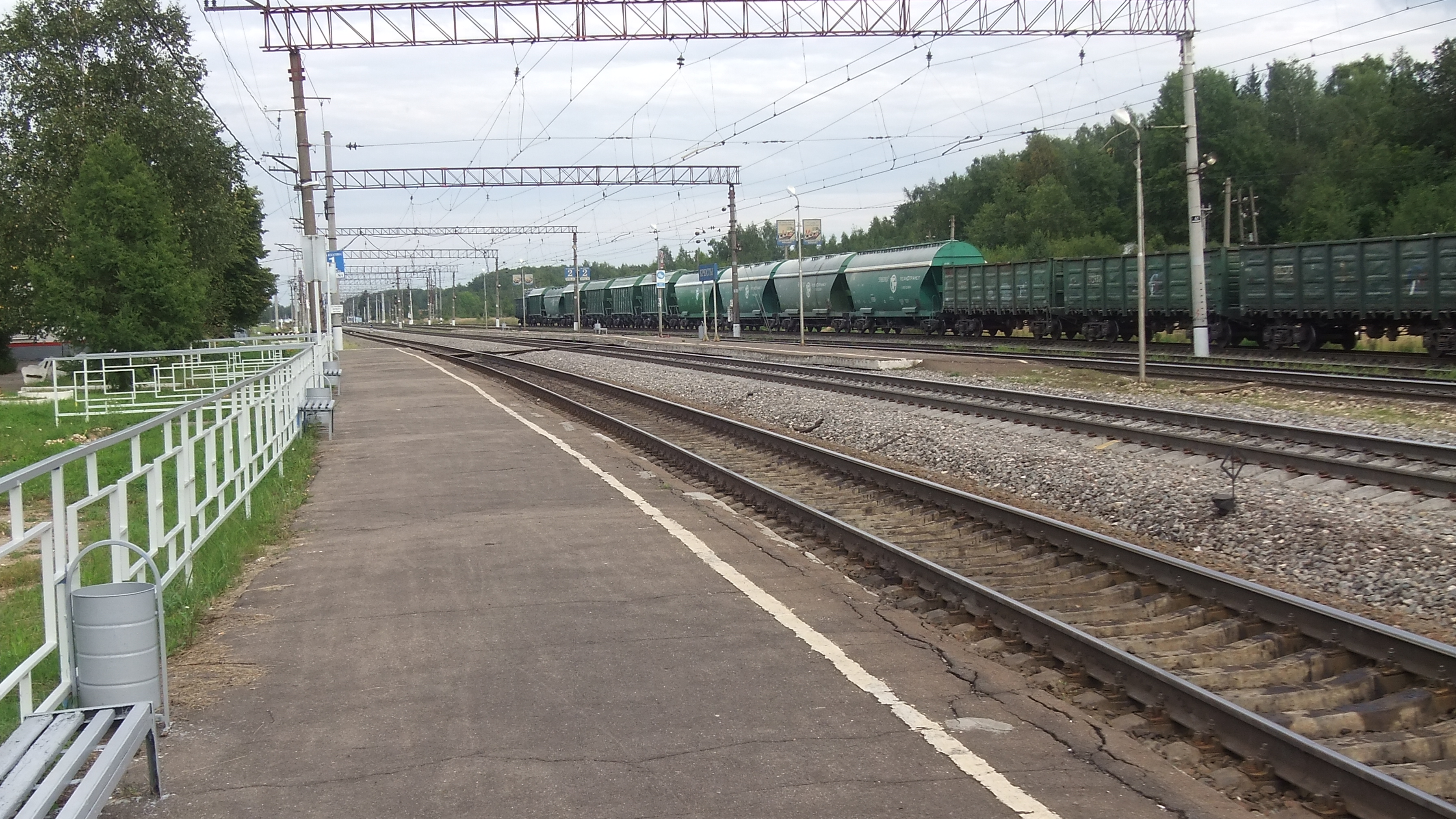
Вид на платформы с боковой платформы
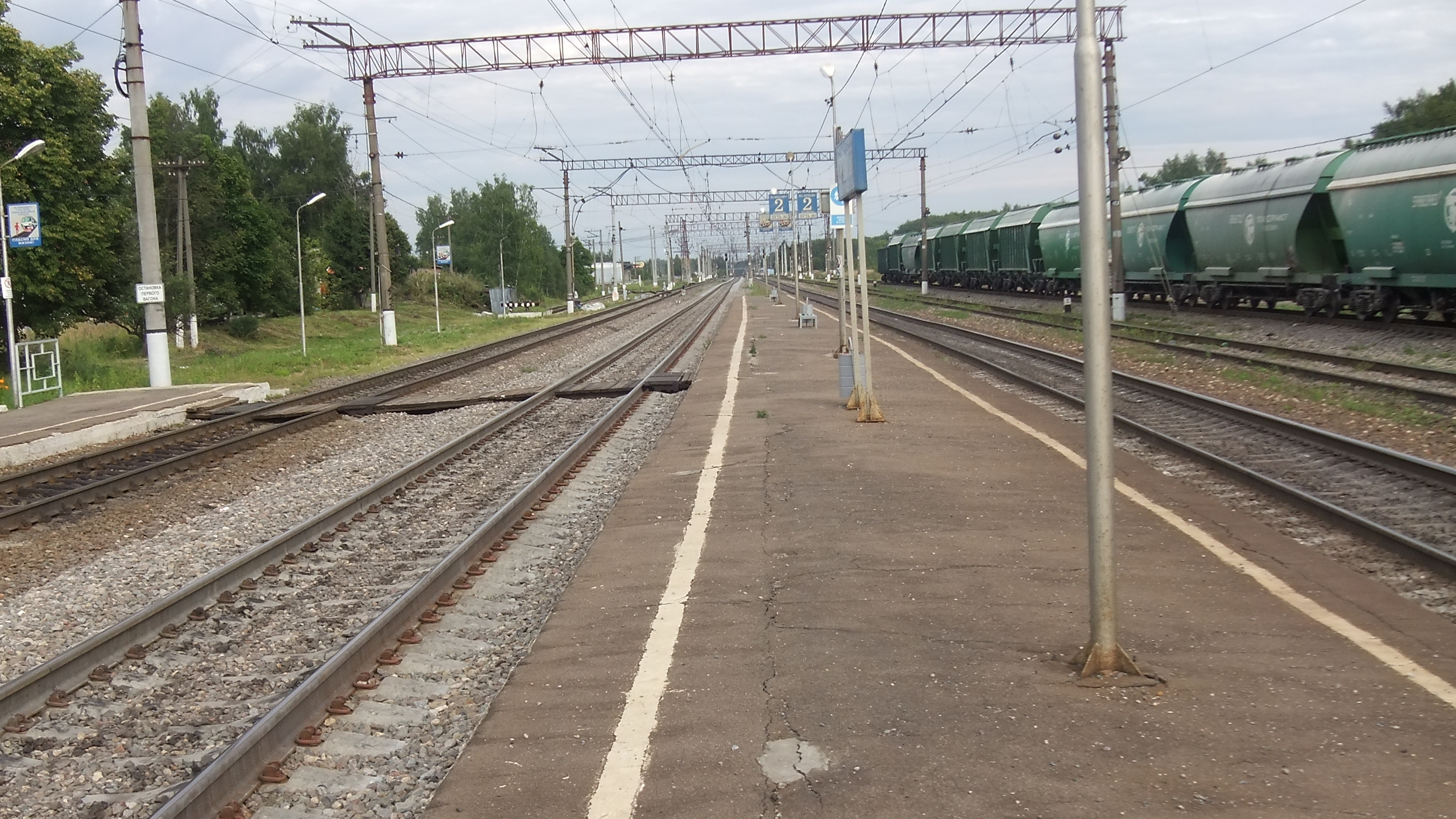
Вид на восток с островной платформы
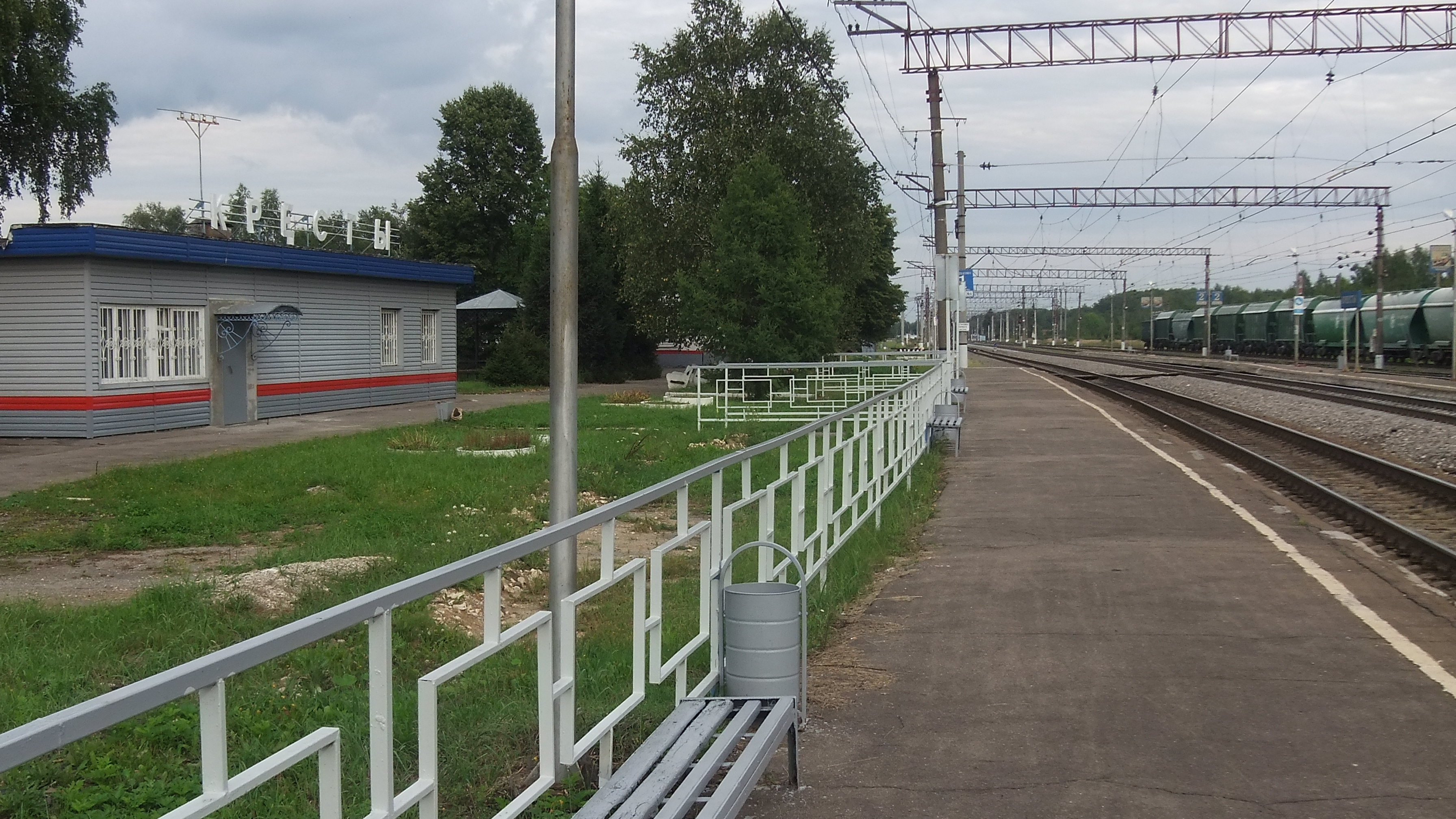
Станционное здание и платформы
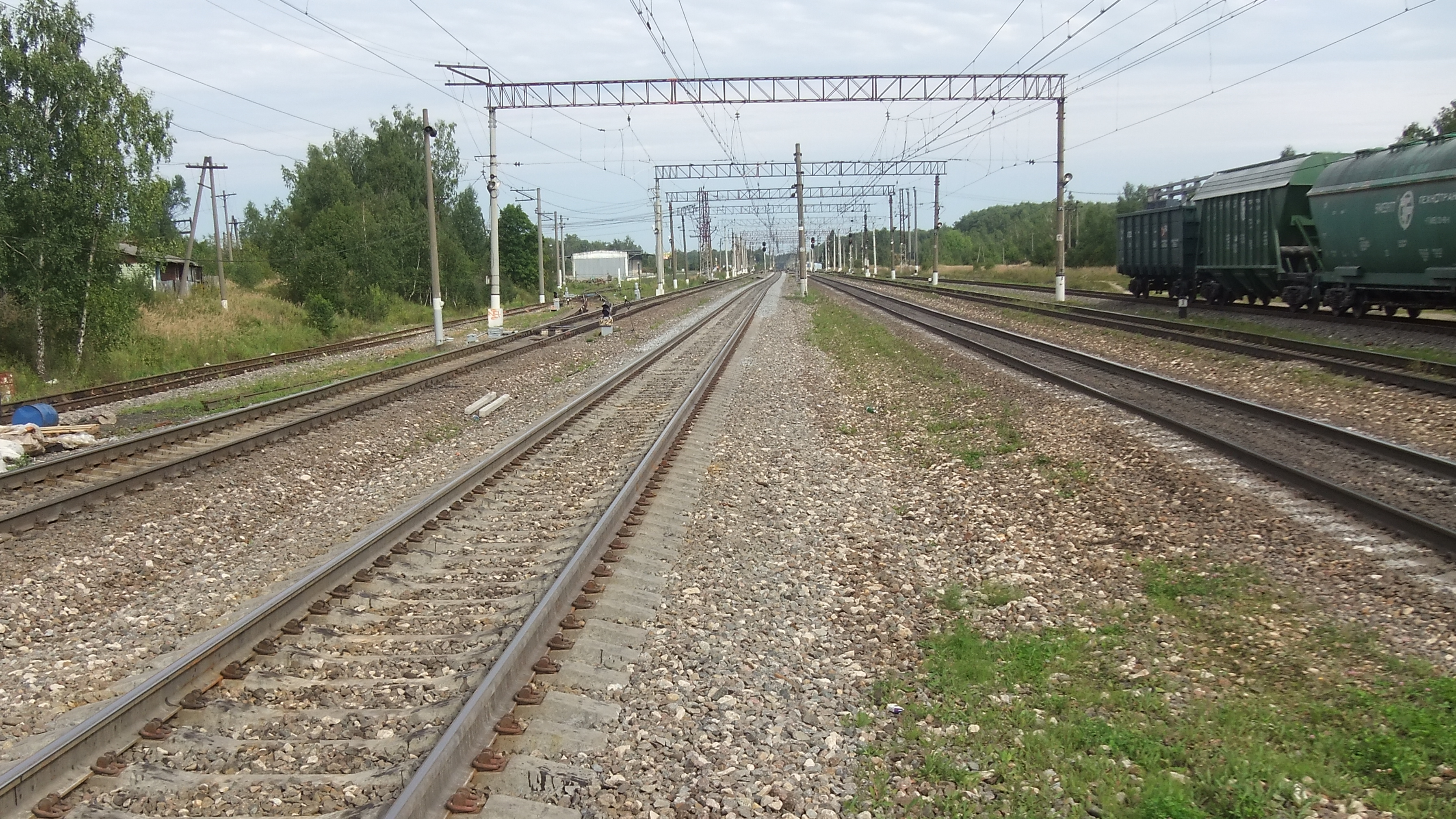
Вид на восток, грузовые пути
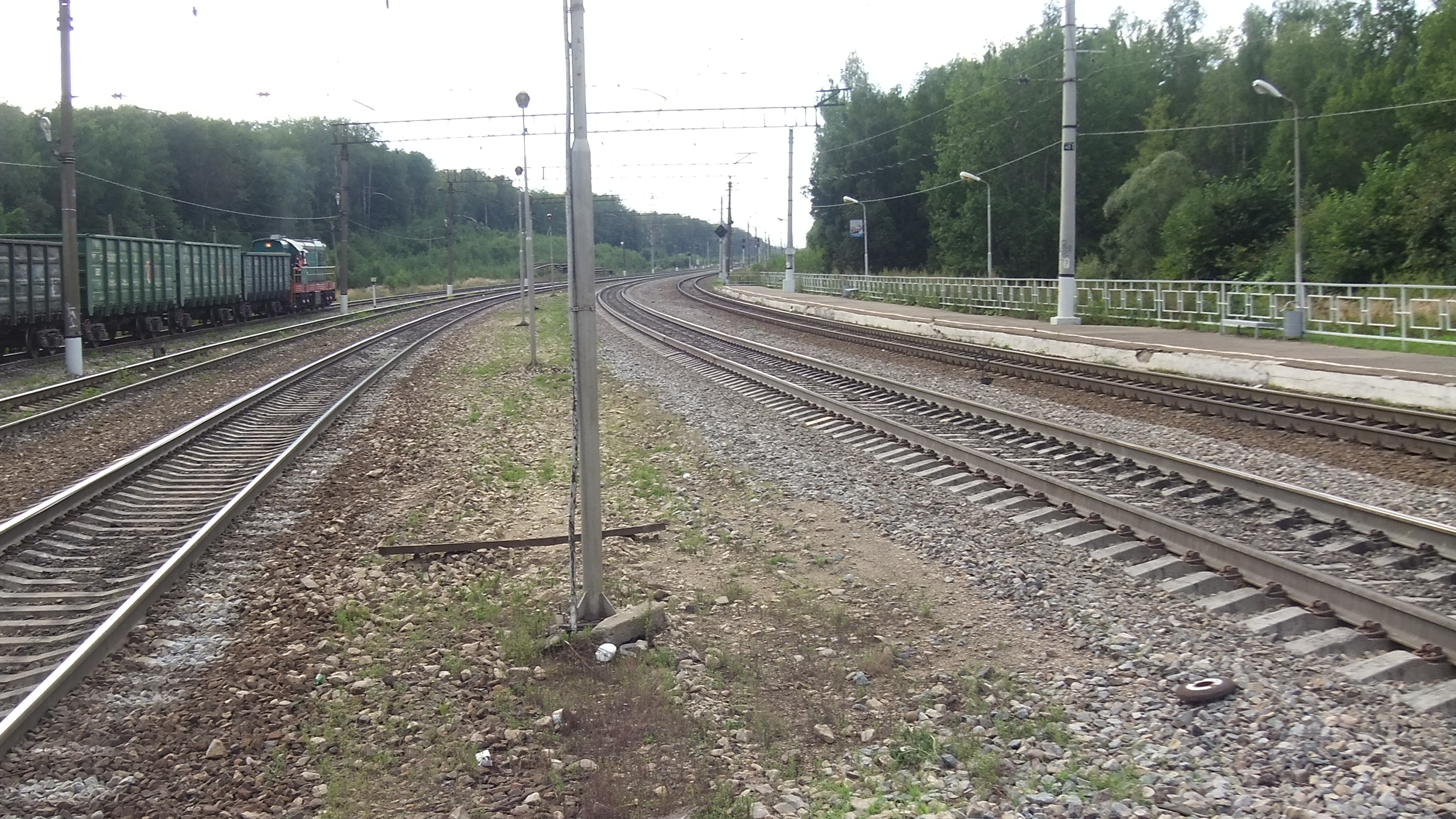
Вид на запад
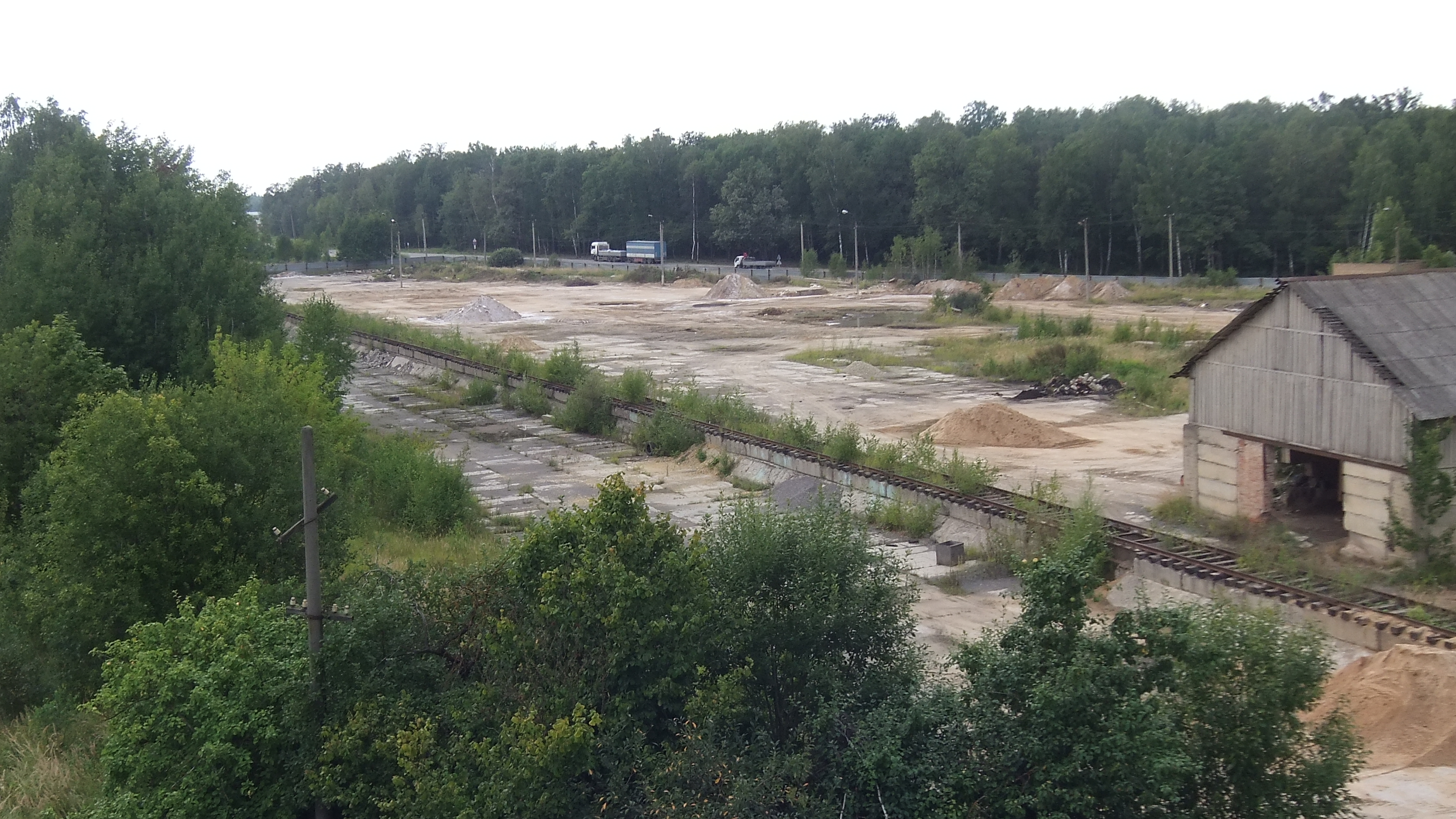
Подъездной путь от станции у моста Калужского шоссе